# Pseudoripersia turgipes
Pseudoripersia turgipes är en insektsart som först beskrevs av William Miles Maskell 1893.  Pseudoripersia turgipes ingår i släktet Pseudoripersia och familjen ullsköldlöss. Inga underarter finns listade i Catalogue of Life.